# Майнль-Райзингер, Беате
Беате Майнль-Райзингер (нем. Beate Meinl-Reisinger, урождённая Райзингер; род. 25 апреля 1978, Вена) — австрийский политический и государственный деятель. Председатель либеральной партии «NEOS — Новая Австрия и Либеральный форум» с 2018 года. Министр иностранных дел Австрии с 3 марта 2025 года. Депутат Национального совета Австрии в 2013—2015 и 2018—2025 годах.

## Биография
Родилась 25 апреля 1978 года в Вене.
Окончила частную начальную школу архиепархии Вены на Юденплац и гимназию BG9 земли Вена.
В 1996—2002 годах изучала право в Венском университете, получила диплом и степень магистра юридических наук (Mag. iur.). Продолжила образование в 2002—2003 годах в Дунайском университете города Кремс-ан-дер-Донау, многопрофильном учреждении постдипломного образования, где получила степень магистра европейских исследований (MES).
Окончила курс подготовки к квалификационному тесту экскурсоводов в Институте повышения квалификации (BFI).
С 2004 по 2005 год прошла стажировку в Палате экономики Австрии (ПЭА).
С 2005 по 2006 год работала в аппарате депутата Европейского парламента Отмара Караса (Австрийская народная партия).
После стажировки, в 2007 году работала заместителем федерального управляющего директора по делам женщин в бизнесе в ПЭА.
С 2007 по 2009 год работала референтом в Федеральном министерстве экономики и труда Австрии и его преемнике, Федеральном министерстве экономики, семьи и молодёжи Австрии в офисе государственного секретаря Кристине Марек.
С 2009 по 2010 год работала референтом ПЭА.
С 2010 по 2012 год работала референтом венского отделения Австрийской народной партии (АНП).
На учредительном съезде 27 октября 2012 года избрана заместителем председателя партии «NEOS — Новая Австрия» вместе с Файтом Денглером. Председателем партии стал Маттиас Штрольц. Заняла третье место в федеральном списке партии. По результатам парламентских выборов 29 сентября 2013 года впервые избрана депутатом Национального совета Австрии XXV созыва по федеральному списку.
При слияния партии с «Либеральным форумом» 25 января 2014 года вместе с Ангеликой Млинар избрана заместителем председателя партии «NEOS — Новая Австрия и Либеральный форум». Также возглавила венское отделение партии.
В феврале 2015 года избрана политическим лидером на выборах в общинный совет Вены, который избирается в количестве 100 депутатов сроком на 5 лет и несёт также функции ландтага. 9 октября, за два дня до выборов в общинный совет Вены покинула Национальный совет Австрии. Её в Национальном совете Австрии сменила Клаудия Гамон. По результатам выборов 11 октября избрана депутатом общинного совета Вены, где возглавляла группу NEOS.
На парламентских выборах 15 октября 2017 года вновь заняла третье место в федеральном списке партии и переизбрана депутатом Национального совета Австрии по федеральному списку. Отказалась от мандата в пользу общинного совета Вены.
23 июня 2018 года избрана председателем новым партии NEOS, сменила Маттиаса Штрольца, ушедшего в отставку. 27 сентября получила мандат Штрольца в Национальном совете Австрии XXVI созыва и сменила Штрольца на посту председателя парламентской группы NEOS. Покинула общинный совет Вены 26 сентября, её сменил Кристоф Видеркер.
Возглавила федеральный список на парламентских выборах 29 сентября 2019 года, на которых партия получила на пять мест больше, чем на выборах 2017 года. Избрана депутатом Национального совета Австрии XXVII созыва.
Вновь возглавила федеральный список на парламентских выборах 29 сентября 2024 года, на которых партия получила больше мест, чем на выборах 2019 года. Избрана депутатом Национального совета Австрии XXVIII созыва.
3 марта 2025 года назначена министром иностранных дел Австрии в правительстве под руководством канцлера Кристиана Штокера.

## Личная жизнь
Замужем за юристом Паулем Майнлем (Paul Meinl). Имеет троих детей.